# Сварог
Сварог је словенски бестелесни бог, прастворитељ светлога неба под чијим се сводом „све рађа и догађа“. Он је праотац земље и свакога „рода и плода“, дакле свега на земљи, али и творац целе васељене, као и свих богова. Овог Бога су сви Словени сматрали „препуним славе и божанства“ јер управља небом које је изнад и изван свега, а ипак све обухвата. Сварог спава и у сну је створио овај свет који је поверио Перуну и осталим боговима на чување и управљање. Он не делује непосредно на физичко, материјално окружење које сања, али зато директно утиче на вољу осталих богова, и ту је његов утицај огроман. Његово буђење означиће крај света. Алтернативна имена Род и Усуд.
| „ | У почетку не бијаше ништа, осим Бога. Бог је спавао и сањао, те му сан трајаше непрестано. Но суђено је да се Бог, ипак пробуди... | ” |

## Етимологија
Генерално, корен свар- комбинује се са речју свар „свађати се“ и изведеница сварити „свађати се, расправљати“. У таквом случају Сварог би био „бог-препирка“. Когнати на другим језицима укључују староенглески андсвару (→ енглески псовка), старонорвешки сверја „псовати“, или санскртски сварати (шведски) „певати“, „звучати“, „хвалити“, све из прото- Индоевропски * свер-. Етнограф Казимиерз Мосзински снимио је изреку пољског рибара „Boh svarycsa“ као реакцију на грмљавину, слично пољској изреци „Bóg swarzy“.
Неки научници сугеришу небеско значење корена и сугеришу сродност теонима са индијским сваргасом „небо”, староњемачким ги-сверц „олујним облацима”, староенглеским сворц „мрак, облак, магла” или холандским зверк „облаком , облачно небо ". Према неким научницима, нпр. Трубачов, или Клејн, овај корен је позајмљен из индоиранских језика (уп. Свар (енг. „Сјај“, „небо“, „сунце“). Васмер се није сложио са овим ставом. Штавише, Словене и Индоиранце одвајао је велики простор који би отежавао позајмљивање. Вацлав Машек је указао на индијски сварај (енг. „Независни владар“) као надимак неколико врховних божанстава, иако се комбиновању Сварога са сварај супротставио и Васмер, а такође се заложио против његовог комбиновања са латинским реком, индијским рајаном ( राजन) „краљ“, а ирански квар „сунце“.
Сварог је можда постао основна реч за румунску реч сфарог која значи „осушен, спаљен (о храни)“.

## Сварог-Сварожић
Бог по имену Сварожић појављује се и у неким изворима. Неки научници сугеришу да Сварожић значи „млади Сварог“ или је умањеница од Сварога. Аргумент за постојање само једног бога заснован је на чињеници да у српском језику суфикс -ић значи „млад“ или „мали“ (нпр. Ђурђиц није „син Ђурђа“, већ „мали Ђурђо“) Брукнер је такође веровао да су Литванци нежно називали своје богове, нпр. Perkune dievaite што значи „мали бог Перкун“, а не „бог Перкун“. Међутим, већина научника се не слаже са овом интерпретацијом. Суфикс -ић, -иц (од прасловенског * -ить) најчешће је патронимски суфикс (нпр. Пољски пан „господар“ → паниц „син господара“). Породични односи између Сварога и Сварожића такође су назначени у извештајима ових богова.

## Религија
Пантеон словенских богова разликује се од осталих многобожачких пантеона и по томе што словенска божанства нису повезана родбинским или брачним односима у људском смислу, изузев што су сви богови „деца Сварогова“, која потичу од њега. 
	Тешко је засигурно утврдити на питање како је изгледао пантеон словенских богова. Постоји неколико снажних индиција да су сви Словени имали једног заједничког врховног бога и да су, упркос другачијим мишљењима, сви словенски богови постојали код свих словенских народа.  Историчари религије слажу се да су Словени имали врховног бога, једно општесловенско божанство, али се разилазе у мишљењу ко је то био: Сварог, Перун, Световид, Сварожић или Триглав. Њихова хијерархија је нестална, јер је свако племе било посебно везано за „свог бога“, племенског заштитника, који се славио и поштовао више од осталих, па чак и више и од врховног бог. Нешто слично се данас може наћи код православних народа Балкана , где свака породица има своју славу и слави свога свеца заштитника. Ову тезу озбиљно можемо узети у разматрање јер је потврђују многи.Веселин Чајкановић каже „имамо разлоге веровати да у култови и традиције, који су некада били везани за старинске богове, пренесени сада у првом реду на данашње свеце“. Сретен Петровић мисли да је хришћанство само „накалемљено на стару веру Словена“. Спасоје Васиљев каже да је уништити стару веру било „скоро немогуће, нарочито не за тако кратко време“ и да су велики хришћански празници стављени у исто доба кад су биле велике свечаности словенских богова. Јосип Мал каже да су, након рушења старих светилишта или сечења светог дрвећа, „на истим местима или пак у непосредној близини њиховој саградили нове цркве“.
Уз бројне друге примере, мора се констатовати да се практично сви етнолози слажу да је овиме стара вера „маскирана“. 
	Титмар, у XI веку, долази до сличног закључка када каже да „сваки крај има своје божанство које поштује“. Извесно је да су Словени, осим „свог“ и осталих богова поштовали и много нижих божанстава, демона, што потврђују и писани извори и фолклорна грађа.

## Творац богова и света
Ипатијевски летопис с почетка XII века посебно истиче бога кога назива Сварогом. Полапски Словени за Сварога експлицитно кажу да се „части и поштује мимо других“. Он је вероватно исто што и староруски бог Род који симболизује стварање, а чије име је основ за називе „родноверје“ и „родна вера“, како се некад називају стара словенска вера и митологија. И скитски народи, који су били под недвосмисленим словенским културним утицајем, ако међу њима није било словенских племена, поштовали су бога неба, кога су звали Сваргус.
Како постоје многа мишљења да је реч сварга код Словена означавала небо (спорна Велесова књига, на пример, каже „Дим спаљених степа изви се до Сварге“, а ова реч има слично значење и на санскриту), можда и сам назив овог божанства оличава његову функцију бога неба, Сварга-бога, иако су неки склонији да име повежу са речју свар која на санскриту означава Сунце, на староиндијском небески свод, а на старословенском светлост или јасноћу.
Иако је словенска митологија многобожачка, у њој постоји једно врховно божанство, јединствени „отац богова“, коме се потчињени сви остали богови. Још је Хелмолд у XII веку записао да Словени верују у постојање једног најстаријег бога, од кога сви други произилазе:
| „ | „Између разних богова, они Словени не поричу да један бог заповеда одозго са небеса свима осталима. Тај свемоћни бог занима се само небеским стварима. Сви други имају засебно занимање и свој посао, па се њему и покоравају. Они произилазе из његове крви и утолико су ближи томе богу богова.“ | ” |

Овог бога неколико пута спомиње и Повест минулих лета, најстарији руски летопис с краја XI века, познат и под називом Несторова хроника. Он се увек спомиње пре свих осталих словенских богова, као да то неименовано божанство најважнијим сматра и сам летописац. Овај бог се једноставно назива „Богом“, иако је из контекста јасно да се не ради о хришћанском Богу:
| „ | „Да они Руси хришћани који повреде овај уговор буду кажњени од свемоћног Бога, а они који нису крштени, да су лишени сваке помоћи Бога и Перуна.“ | ” |

Идеју о једном словенском врховном богу, и то у тренутку када хришћанског утицаја на Словене још није било, потврђује у својим записима и Прокопије Кесаријски, византијски историчар из XI века, иако га он погрешно идентификује са Перуном.
Ипатијевски летопис као да потврђује везу бога Сварога и неба када каже:
| „ | „И тако Сварогом назваху стари Словени небо.“ | ” |

У српским народним приповеткама исто божанство вероватно се крије под називом Усуд; ово је старац који живи сам, далеко од људи, у некаквој неприступачној планини или пустињи, а у неким причама означава се као владалац и раја и пакла, али и божанство које одређује судбину.
Веровање о великом утицају Сварога на вољу осталих богова вероватно је сачувано и у српској народној пословици:
| „ | „У Бога су вунене ноге, а гвоздене руке.“, | ” |

чији је смисао да је правда спора али достижна, а која, како то доказује Чајкановић, говори о богу који није хришћански, јер његове гвоздене руке указују на суровост његовог деловања која је у нескладу са хришћанским милосрђем. Он не може да се креће, на шта указује опис ногу „везаних вуненим везама“, али његов утицај ипак је огроман. Његове „руке“, које спроводе гвоздену вољу, највероватније су заправо остали богови који су му подређени. Преко њих он, бестелесан какав јесте, утиче на материјални свет, па је тако истовремено и одсутан из њега, али и присутан у њему кроз дела осталих богова.
О Свароговом „вечном сну“, у којем је и настао овај свет, који ће се његовим буђењем завршити, вероватно говори и учење богумила. Иза њих су остале на хиљаде стећака са натписима уклесаним старим ћириличним писмом. На једном од познатијих стећака налази се натпис који је основ њихове вере:
| „ | „Овај свет је само сан демона.“ | ” |

## Интерпретације
Будући да је нејасно у којој мери се може користити фрагментарни превод Хронографије, а због само једног извора о Сварогу, као и несигурних трагова у фолклору, тумачење овог бога је проблематично. Неки научници чак претпостављају да је Сварог створен од лика Сварожића и да никада није постојао у веровањима Словена.

### Бог неба
На основу соларне и небеске етимологије, Сварог се често тумачи као божанство небеског ствараоца чија је улога у култној митологији превидена. Сварог би био наследник хипотетичког прото-индоевропског *Dyḗus-а. У овом случају, одговарао би божанствима као што су ведски Дијаус или балтички Дијев, али такође и грчки Зевс или римски Јупитер - последња два божанства попримила су громовне карактеристике и заузимала важно место у својим пантеонима.
Микал Тера тумачи Сварога као пандана ведског бога неба Диауса, који је према неким извештајима отац бога ватре Агни-Сварожића и бога сунца Сурија-Дажбога. Такође га везује за мистичну фигуру Свјатогора, чије место у билинас заузима Илија Мурометс, Перунов наследник - према Тери описаној као уморној, чију тежину земља не може поднети, а овај последњи мотив упоређује са митским раздвајањем Неба и Земље која је неопходна да се свет доведе у ред. Такође верује да се Сварог појављује у митовима о стварању света.
Ловмиански је развио теорију да се култ прото-индоевропског бога * Диеуса код Словена развио у два облика: у облику Сварога код западних Словена и у облику Перуна код Источних Словена. После тога, култ Сварога требало је у 6. веку да пренесу Срби и Хрвати са западних Словена на Балкан.